# 国民革命军第四十二军
国民革命军第四十二军历史上3次组建。

## 直系河南地方不对组建的第一个第四十二军
方振武部原属于直系张宗昌的直鲁联军一部。1925年12月方振武率部投奔冯玉祥国民军后，改编为国民五军，方振武任军长。1927年初，改称国民联军第二军（军长方振武，参谋长何应时），随冯玉祥东出潼关参加北伐战争。1927年5月1日冯玉祥部改称国民革命军第2集团军，国民五军改编为国民革命军第2集团军第3方面军，在南阳收编地方部队马文德部编为该方面军第3军，马文德任军长。1928年3月第3方面军第3军改编为国民革命军第四十二军：
- 军长马文德（1880-1932，河南南召人。绿林出身）
- 副军长何应时（方振武的参谋长）
- 参谋长韩容
- 第94师师长傅丹墀
- 第95师师长余亚农（方振武同乡，国民五军旅长、师长）
- 第96师师长魏光武（国民五军教导团团长）。参谋处上尉参谋廖运周。1929年1月缩编入第44师（师长阮玄武）

1928年，方振武率部赴皖北参加二次北伐，马文德部留南阳脱离方振武部。1928年12月6日马文德部编入唐生智的国民革命军第四集团军第3、第4（既第16、第17）师，改称第四集团军第12、第13师。1929年1月20日该军番号撤消，所属部队编入第56师。

## 孙连仲西北军第26路军组建的第二个第四十二军
中原大战后，1930年底西北军孙连仲部被收编为国民革命军第二十六路军。1931年12月14日，第二十六路军1.7万余人“宁都起义”加入中央红军。1932年春，第二十六路军的第25师番号撤销，残部编入第27师，原骑兵第四师缩编为独立第44旅。1933年6月编成第四十二军：
- 军长孙连仲兼
- 副军长田镇南
- 第27师，师长冯安邦（1933.8继任），副师长池峰城（1933.8任）
  - 79旅 旅长池峰城、黄樵松（1933.8继任）
  - 80旅 旅长冯安邦、阎延俊（1933.8继任）
- 独立第44旅，旅长张华棠

1934年底中央红军长征后，该军改编，独立第44旅调归第26路军，该军随后围剿湘鄂川黔苏区：
- 第27师，师长冯安邦
  - 第79旅 旅长黄樵松
  - 第80旅 旅长阎廷俊(冯玉祥卫队旅出身）
- 第31师，师长李敬明
  - 第91旅 旅长黄鼎新（黄埔三期毕业后在苏联留学四年，1930年5月任训练总监部政治训练处第1科科员，1932年3月任第27师政训处处长，1935年1月任第31师第91旅旅长，1947年3月任保定绥靖公署新闻处处长）
  - 第92旅 旅长康法如（后兼副师长）

1937年8月，第二十六路军改编为第1军团，隶属刘峙的第二集团军，孙连仲任第2集团军副总司令兼第1军团司令。第31师转隶第三十军。第四十二军隶属第一军团：
- 军长冯安邦
- 第27师，师长黄樵松
- 独立第44旅，旅长吴鹏举（骑兵第4师团长，1936年7月升任该旅旅长）

1939年3月该军在河南洛阳撤消番号，独立第44旅撤消，第27师改隶第三十军。

## 胡宗南系组建的第三个第四十二军
1939年8月5日，为控制西北国际援华大通道，在兰州组建第四十二军，隶属第八战区：
- 军长杨德亮（黄埔三期，由甘肃省保安处处长调任）
- 副军长张坤生
- 第48师，师长罗列
- 第191师，师长杨德亮兼
- 预备第7师，师长严明

1945年奉命由甘肃河西走廊进驻新疆哈密。1948年春该军改编为整编第42师。1949年9月25日陶峙岳领衔新疆驻军通电和平起义。